# Doris De Agostini
Doris De Agostini, née le 28 avril 1958 à Airolo et morte le 22 novembre 2020, est une skieuse alpine suisse.

## Palmarès

### Jeux olympiques d'hiver
| Épreuve / Édition   | Descente | Slalom géant | Slalom |
| JO 1976 Innsbruck   | 18e      | —            | —      |
| JO 1980 Lake Placid | 18e      | —            | —      |

### Championnats du monde
| Épreuve / Édition                    | Descente | Slalom géant | Slalom | Combiné |
| JO 1976 Innsbruck                    | 18e      | —            | —      | —       |
| Mondiaux 1978 Garmisch-Partenkirchen | Bronze   | —            | —      | —       |
| JO 1980 Lake Placid                  | 18e      | —            | —      | —       |
| Mondiaux 1982 Schladming             | 7e       | —            | —      | 22e     |

## Coupe du monde
- Meilleur résultat au classement général : 10e en 1983
  - Vainqueur de la coupe du monde de descente en 1983
  - 8 victoires : 8 descentes
  - 19 podiums

### Différents classements en Coupe du monde
| Année/Classement | Année/Classement | Général | Général | Descente | Descente | Géant  | Géant  | Slalom | Slalom | Combiné | Combiné |
| ---------------- | ---------------- | ------- | ------- | -------- | -------- | ------ | ------ | ------ | ------ | ------- | ------- |
| Année/Classement | Année/Classement | Class.  | Points  | Class.   | Points   | Class. | Points | Class. | Points | Class.  | Points  |
| 1976             | 1976             | 24e     | 25      | 11e      | 25       | -      | -      | -      | -      | -       | -       |
| 1977             | 1977             | 28e     | 15      | 12e      | 15       | -      | -      | -      | -      | -       | -       |
| 1978             | 1978             | 14e     | 37      | 5e       | 51       | -      | -      | -      | -      | -       | -       |
| 1979             | 1979             | 42e     | 33      | 16e      | 33       | -      | -      | -      | -      | -       | -       |
| 1980             | 1980             | 21e     | 42      | 8e       | 47       | -      | -      | -      | -      | -       | -       |
| 1981             | 1981             | 13e     | 110     | 2e       | 110      | -      | -      | -      | -      | -       | -       |
| 1982             | 1982             | 16e     | 84      | 2e       | 84       | -      | -      | -      | -      | -       | -       |
| 1983             | 1983             | 10e     | 96      | 1re      | 106      | -      | -      | -      | -      | 31e     | 1       |

### Détail des victoires
| Édition / Épreuve | Descente                           | Total |
| 1976              | Bad Gastein                        | 1     |
| 1981              | Schruns Megève I                   | 2     |
| 1982              | Saalbach II Arosa II               | 2     |
| 1983              | Val d'Isère Schruns Les Diablerets | 3     |
| Total             | 8                                  | 8     |